# Khoubana
Khoubana (în arabă خبانة) este o comună din provincia M'Sila, Algeria.
Populația comunei este de 7.950 de locuitori (2008).